# Beta (segnale tempo)
Beta è un network di stazioni radio russe che trasmettono il segnale di tempo nella gamma di frequenze VLF. È operato dall istituto di metrologia per il tempo e lo spazio che ha sede a Mosca in Russia.
Il network Beta è costituito dai seguenti trasmettitori radio:
| Identificativo | Ubicazione del trasmettitore                 | 20,5 kHz | 23 kHz | 25,1 kHz | 25,5 kHz | Coordinate                  |
| -------------- | -------------------------------------------- | -------- | ------ | -------- | -------- | --------------------------- |
| RJH69          | Trasmettitore radio di Vileyka (Bielorussia) | x        | x      | x        | x        | 54°27′44.48″N 26°46′09.18″E |
| RJH77          | Arcangelo                                    | x        | x      | x        | x        | 64°21′37.77″N 41°34′06.56″E |
| RJH63          | Krasnodar                                    | x        | x      | x        | x        | 45°24′14.05″N 38°09′20.48″E |
| RJH99          | Trasmettitore Goliath a Nižnij Novgorod      | x        | x      | x        | x        | 56°10′14.15″N 43°56′25.2″E  |
| RJH66          | Biškek (Kirghizistan)                        | x        | x      | x        | x        | 43°04′N 73°39′E             |
| RAB99          | Chabarovsk                                   | x        | x      | x        | x        | 48°30′00″N 134°52′00.12″E   |

## Frequenze
I trasmettitori radio trasmettono l'informazione di tempo sulla frequenza di 25 kHz secondo una specifica schedula. Segnali addizionali di sincronizzazione sono trasmessi poi sulle frequenze 20,5 kHz, 23 kHz, 25,1 kHz and 25,5 kHz.
Questi trasmettitori sono anche usati quando il segnale di tempo non viene emesso per trasmettere informazioni codificate.